# Philomena Franz
Philomena Franz ( 21. července 1922 Biberach an der Riß – 28. prosince 2022 Rösrath, Bergisch Gladbach), rozená Köhlerová byla německá Sintisa. Lze ji zařadit mezi první romské spisovatelky. Je známa svou osobní výpovědí o romském holokaustu (kniha Mezi láskou a nenávistí). Napsala i sbírky poezie, dva svazky úvah a skic, ale především knihy romských pohádek. Snažila se vyvracet předsudky o Romech a připomínala jejich genocidu během druhé světové války. Za šíření romské historie a identity i předávání svých zkušenosti dalším generacím byla několikrát oceněna.

## Životopis
Philomena Franz se narodila jako jedno z osmi dětí do známé hudebnické rodiny, která vedla po staletí kočovný život ve Švábsku. Její dědeček Johannes Haag i otec Johann Köhler hráli na různé hudební nástroje. Především to byli violoncellisté. Johannes Haag patřil ke dvorním hudebníkům württembergského panovníka.
Rodina cestovala jako divadelní a hudební skupina a setkávala se s přáteli ve Württembersku, v Heilbronnu, ve Stuttgartu, Ulmu nebo v Hechingenu. Dětství prožívala šťastné, ale po nástupu nacistů k moci (1933) si začala uvědomovat perzekuci stejně jako další němečtí Romové. Byli ponižováni měřením těla, tloušťky vlasů nebo délky nosu. Tyto antropometrické údaje měly patřit ke znakům její rasy. S ohledem na svůj původ musel v roce 1938 opustit dívčí střední školu ve Stuttgartu.
V říjnu roku 1939 vstoupil v platnost výnos o trvalém zadržení „cikánů“ na místě a všichni němečtí Sintové a Romové byli registrováni a nemohli opustit své bydliště. V sedmnácti letech pracovala v továrně na výrobu lékařských nástrojů HAGA. Pracovní prostředí plné chemických výparů ji působilo zdravotní problémy. Přímo z práce byla odvezena do vězení ve Stuttgartu. Záhy byla deportována do koncentračního tábora Osvětim, kde pracovala v kamenolomu. Následoval koncentrační tábor Ravensbrück a práce v továrně na výbušniny. Pokusila se o útěk, ale během několika dní byla chycena. Z  Ravensbrücku byla převezena do Oranienburgu a záhy zpět do Osvětimi. Na sklonku války se pokusila opět o útěk, tentokrát úspěšně. Její rodiče, blízcí příbuzní a pět jejích sourozenců bylo zavražděno v rámci Porajmosu.
Po válce pokračovala v rodinné hudební tradici se svým manželem Oskarem Franzem a přeživším bratrem, který byl jazzovým houslistou. Hudební skupina „Sinti“ vystupovala například pro důstojníky amerických okupačních sil v Ansbachu a v Tübingenu. Až do roku 1954 žili s manželem „na cestách“. Manžel obchodoval s oděvními látkami a později starožitnostmi. Bojovala o odškodnění, které bylo Německem přiznáno sintským a romským obětem holokaustu až v osmdesátých letech 20. století. Následkem nacistického trýznění se u ní objevily psychické problémy. S manželem vychovali pět dětí. Po jeho smrti v roce 1975 se jí psychické problémy zhoršily.
Během svého života se snažila připomínat a předávat zážitky z přežité genocidy dalším generacím. Přála si, aby válečné události nebyly zapomenuty. Ve školách, na univerzitách i médiích předčítala ze své tvorby a hovořila hlavně s mládeží o předsudcích, nepřátelství a toleranci. Snažila se pomoci německé společnosti vyrovnat se se svou minulostí. Motivací pro ni byly mimo jiné i zkušenosti nejstaršího syna, který byl počátkem šedesátých let 20. století šikanován ve škole.
Nějaký čas bydlela v Bergisch Gladbachu, a proto získala v roce 2021 čestné občanství města. V posledních letech svého života se přestěhovala do Rösrathu. Zemřela 28. prosince 2022. Byla pohřbena 9. ledna 2023 v kolínském Westfriedhofu .

## Tvorba
První knihu vydala v roce 1982 pod názvem Gypsy Tales . Již několikrát vydaná knížka pro děti obsahuje nejen pohádky, ale autorka se zde snaží přiblížit zvyky a obyčeje „Cikánů“.

Její druhá kniha Zwischen Liebe und Hass (Mezi láskou a nenávistí) je napsána jako autobiografie. Své vzpomínky nejen na válečné období doplnila třemi autorskými pohádkami. Do knihy byl zařazen historický komentář Wolfganga Benze.
| „ | Přeji si z celého srdce, aby tato knížka přispěla k tomu, aby se zabránilo zopakování událostí, které jsou u nás v Německu nazývány „minulostí“. Pravda je bolestná, ale jen s ní můžeme budovat své štěstí.“ | “ |

V českém překladu knihu vydalo nakladatelství Kher pod názvem Žít bez hořkosti v roce 2021.
Napsala také sbírku poezie a byly vydány dva svazky drobných úvah a skic.
Společně s novinářem Michaelem Albusem vydala v roce 1988 knihu vzpomínek Die Liebe hat den Tod besiegt (Láska zvítězila nad smrtí), která byla doplněna citacemi z dobových dokumentů (faktografickými údaji) a fotografiemi.
Romanistka Julia Blandfortová zdůraznila důležitost dobových svědkyní německých Sintů ( Philomeny Franz a Otty Rosenberga) i Ceiji Stojky, kteří svými vzpomínkami apelovali na většinovou společnost, aby uznala genocidu evropských Romů. Germanistka Marianne C. Zwickerová považovala obě ženy za průkopnice romské literatury s autobiografickými texty o holocaustu, jejichž tvorba byla významná pro rozvoj romské identity.
V lednu 2015 byla jednou z devatenácti přeživších koncentrační tábor Osvětim a jejich příspěvky byly zahrnuty do titulní zprávy Poslední svědci v týdeníku Der Spiegel .

### Dílo
- Cikánské pohádky, Europa-Union-Verlag, Bonn 1982. .
- Mezi láskou a nenávistí, Cikánský život. Herder, Freiburg im Breisgau 1985, a další vydání
- Nosíme-li v srdci větvičku květin, vždy na ní usedne zpěvný ptáček. Books on Demand, Norderstedt, 2012.
- Klíčová slova, Books on Demand, Norderstedt 2016.
- Jak běží mraky, Gabriele Schäfer Verlag, Herne 2017.

## Ocenění
- 1995 – Záslužný řád Spolkové republiky Německo
- 2001 – Cena žen Evropy – Německo 2001
- 2013 – Řád za zásluhy Severního Porýní-Vestfálska
- 2021 – Čestné občanství města Bergisch Gladbach[5]